# ジャネット・カノヴァー
ジャネット・カノヴァー（ジャネット・コノーヴァー、Jeanette R. Conover、生年不詳 - 1889年）は、アメリカ人の女性宣教師、教育者。米国聖公会の宣教師として中国でミッション活動を行った後、幕末の日本に派遣された。来日した女性宣教師の先駆者である。

## 人物・経歴
中国（当時清国）・上海へ派遣される前はアメリカ、フィラデルフィアに居住する。
米国聖公会から遣清宣教師に任命される。上海のウィリアム・ブーン主教と家族に対して、米国聖公会外国委員会はジョン・ポイント（John Points）とともに、二人の新しい独身の女性宣教師、エマ・J・レイ（Emma J. Wray）とジャネット・カノヴァーが、1853年11月14日に上海に向けてニューヨークを出発したと発表する。
こうしてカノヴァーは、1853年から中国（当時清国）・上海でミッション活動を進め、有力な働きを行った。
1863年（文久3年）、神奈川に来日。
米国聖公会の日本での活動は1859年（安政6年）より、プロテスタント初の日本宣教師のジョン・リギンズとチャニング・ウィリアムズ（立教大学創設者）によって、彼らが来日した長崎で開始されていた。彼ら2人もまた、上海での活動を経たのち、日本に派遣された宣教師であった。リギンズは療養を兼ねて来日した長崎でも、精力的に働き、知識階級を中心に多くの書籍を流通させたり、英学教授を行ったが、病気のため1860年2月に日本を離れた。1860年8月には米国聖公会宣教医（medical missionary）のハインリッヒ・シュミットが長崎に来日し、活発な医療活動のほか、医師に西洋医学や英語を教えたが、彼もまた病気のため1861年11月に離日していた。そのため、カノヴァー女史が来日した1863年当時、日本で活動する米国聖公会の宣教師は長崎で活動を続けるチャニング・ウィリアムズだけとなっていた。
ただし、後述の日本の開国に伴い、外国人の往来や居住は増えて、日本に交易拠点を設ける商社が増えつつあった。当時の日本はキリスト教の布教は禁止されていたものの、来日外国人向けの教会設置は認められており、外国人の増加に伴い、チャプレンの需要も生まれていた。長崎では、1862年（文久2年）10月26日に長崎・山手居留地内（東山手11番地）に外国人のための英国聖公会会堂（日本で最初のプロテスタントの教会）が、英国国教会のジョージ・スミス主教の献金を元にして完成し、ウィリアムズが初代チャプレンを務め、教会の管理人の一人を貿易商であるトーマス・グラバーが務めた。日曜日には、礼拝のため教会のある坂を上る外国人が多く、坂はオランダ坂と呼ばれた。
1858年7月29日にタウンゼント・ハリスがアメリカ全権代表として締結した日米修好通商条約によって、神奈川（横浜）、長崎、新潟、兵庫（神戸）の開港が決まり、これを受けて、1859年7月に函館、神奈川（横浜）、長崎が開港され、上述の長崎でのミッション活動にも繋がっていったが、横浜においても外国との交易が増え、欧米人の来日が増えていった。
1862年（文久2年）8月には、米国聖公会と同派系である英国国教会のイギリス人聖職者のマイケル・ベイリーが横浜に来日し、横浜のイギリス領事館の初代領事館チャプレンを務めていた。1863年（文久3年）10月18日には、プロテスタントとして横浜で最初の教会である横浜クライストチャーチ（現・横浜山手聖公会）の初代聖堂も完成し、ベイリーは初代チャプレンとして主任司祭に任命されるとともに、英語塾を開き、日本人に英語を教える活動を行った。
しかし、外国との交流は盛んになるものの、当時の日本は依然として攘夷派も多く、列強各国との紛議も生まれ、開戦をしようとする形勢もあり、外国人に身の危険が及ぶ状況であった。そうした中、神奈川奉行より至急田舎に避難せよとの布告が出され、カノヴァーは横浜に来任してからまだ日が浅かったものの、難を避けるために日本を離れることを決め、上海に戻り同地で伝道に従事した。